# Brug 533
Brug 533 is een vaste brug in het Amsterdamse Bos, vallend onder de gemeente Amstelveen, maar onder beheer bij gemeente Amsterdam.

## Brug
Deze houten voetbrug bestaat uit twee helften, die als bij een wipbrug op elkaar aansluiten. Echter brug 533 is een vaste brug waarbij de twee helften ondersteund worden door een brugpijler in het midden van de watergang. Zij ligt in een deels onverhard voetpad nabij het doolhof en de geitenboerderij. De brug werd rond 1937 ontworpen door architect Piet Kramer van de Dienst der Publieke Werken. Binnen zijn collectie in het bos zijn er houten, bakstenen en betonnen bruggen. Dit relatief kleine exemplaar is geheel van hout, terwijl brug 532 juist een bakstenen kolos is. Binnen de houten bruggen varieerde Kramer binnen soortgelijke bruggen. Brug 533 lijkt dan ook op brug 534, maar ook op brug 528 en brug 535; ze zijn dan ook gezamenlijk aangelegd. De brug ligt op de grens van een bos- en parkachtige omgeving. Daar waar de bomen en struiken alle kanten opgroeien ligt brug 533 qua vormgeving strak in het landschap. Het is een van de opvallende kenmerken; een ander is de kleurstelling zwart en wit bovenop een natuurlijke ondergrond. Die kleurstelling werd in de jaren negentig gebruikt als de oorspronkelijke kleur niet te achterhalen was. Door die kleurstelling onderscheidt het zich van haar omgeving. Verticale delen zoals de balusters en pylonen zijn uitgevoerd in zwart; horizontale delen zoals balustraden en leuningen zijn in wit uitgevoerd. De balusters zijn recht naar boven toe uitgevoerd, de pylonen juist taps. De balustraden en leuningen bestaan uit balken (boven) en planken (onder). Daarbij is de balkconstructie net iets langer dan de plankconstructie. Wat hier ontbreekt ten opzichte van bijvoorbeeld 528 en 535 zijn de kapjes op de balusters; ze bestaan hier uit afgeronde delen. Echter de twee pylonen worden weer wel afgesloten met kapjes. Die kapjes zijn overigens ook te zien op de uiteinden van de jukken, maar dan 90 graden gedraaid. Aan beide waterkanten zijn in de pylonen vinkjes uitgebeiteld of gefreesd.
In 1979 werd het bovenstuk van de brug vernieuwd; vermoedelijk in de jaren negentig opnieuw.

## Culturele waarde
In 1999 werden alle bruggen in het Amsterdamse Bos door MTD Landschapsarchitecten in opdracht van de gemeente onderzocht op hun cultureel belang. Zij constateerden voor brug 535:
- in combinatie met de andere drie bruggen onderdeel van de bosrandroute
- eenheid in houten dek en leuningen
- de verticale pylonen markeren de brug als geheel
- karakteristieke houtverbindingen
- overhoekse aansluiting op voetpaden.

Minpunten vond ze de onopvallende ligging vanwege de bruine kleur die de brug toen had. Toch vonden ze een waardevol exemplaar binnen het oeuvre van Kramer in het bos.
Amstelveen benoemde in 2003 de brug 533 tot gemeentelijk monument. De brug is dan zwart/wit.

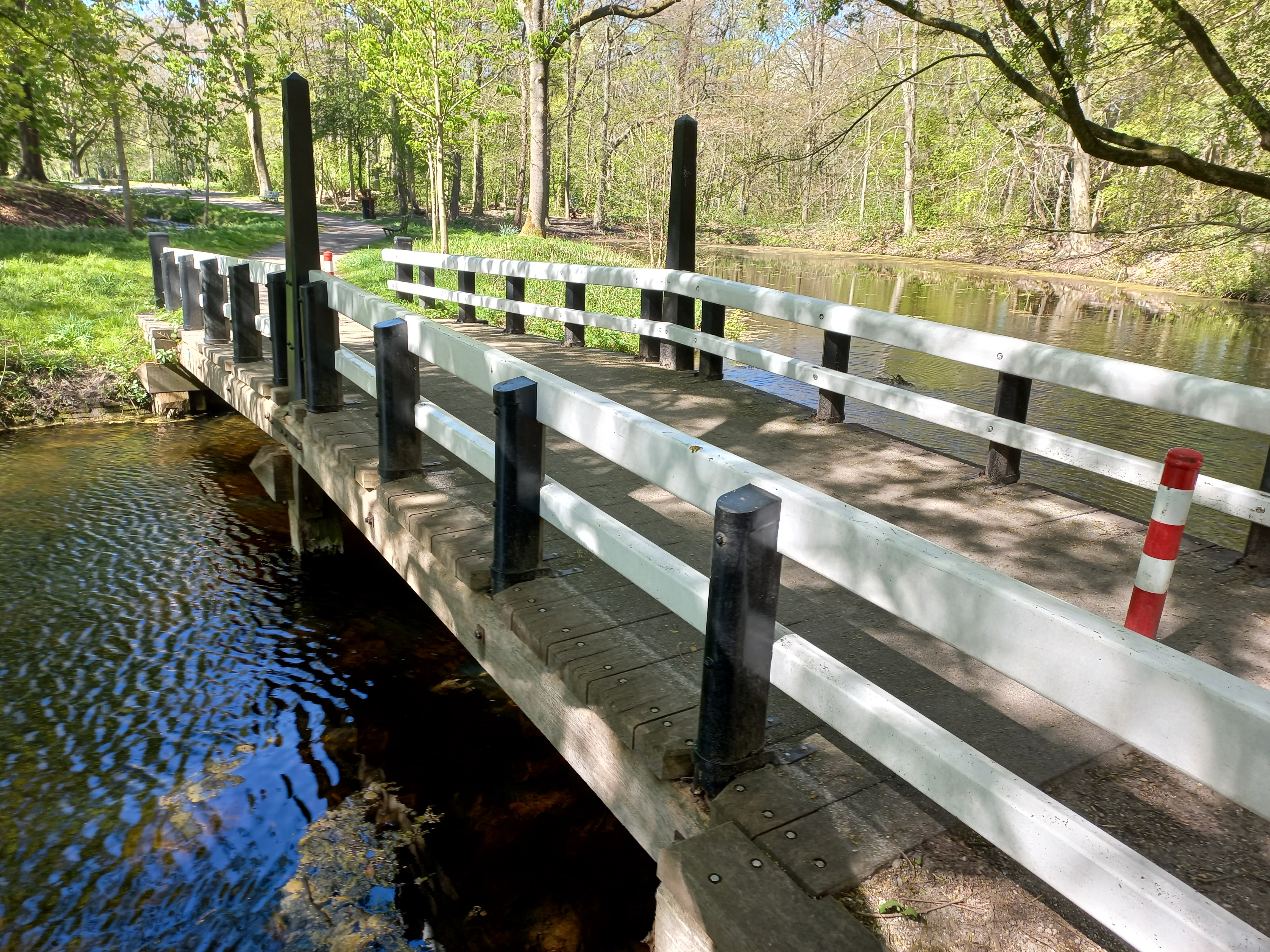
Pyloon op juk, houtbewerking alleen bij uitvergroting te zien (april 2022)

<<< · 500 · 501 ·  503 · 504 · 505 · 506 · 507 · 508 · 509 · 510 · 511 · 512 · 513 · 514 · 515 · 516 · 517 · 518 · 519 · 520 · 521 · 522 · 523 · 525 · 526 · 527 · 528 · 530 · 531 · 532 · 533 · 534 · 535 · 536 · 537 · 538 · 539 · 540 · 541 · 542 · 543 · 544 · 545 · 546 · 547 · 548 · 549 · 550 · 551 · 552 · 553 · 554 · 555 · 556 · 557 · 558 · 559 · 560 · 561 · 562 · 563 · 564 · 565 · 566 · 567 · 569 · 571 · 572 · 573 · 575 · 577 · 578 · 580 · 581 · 582 · 583 · 584 · 586 · 587 · 589 · 590 · 591 · 592 · 593 · 594 · >>>
Brugnummers 502, 524, 529, 568, 570, 574, 576, 579, 585, 588, 595, 596, 597, 598, 599 zijn niet (meer) vergeven.